# Ternay, Vienne

Ternay este o comună în departamentul Vienne, Franța. În 2009 avea o populație de 183 de locuitori.